# Kalle Anka får punktering
Kalle Anka får punktering (original Donald's Tire Trouble) är en animerad kortfilm från 1943.

## Handling
Kalle kommer körande i rykande fart längs en landsväg men får punktering. Kalle blir arg och börjar leta fram verktyg för att laga däcket. Det går dock inte som han vill; staven till domkraften vägrar räta ut sig och när den väl gör det höjer domkraften inte bilen som den ska. Kalle blir rasande och använder våld för att räta ut staven och bilen börjar lyftas från marken. Dock lyfts även Kalle från marken och han ramlar ner under bilen som sänker sig rakt på honom.
Kalle får till slut upp bilen på domkraften och försöker få av det trasiga däcket. Efter många om och men åker det av och avslöjar Kalles tidigare lagningar där handskar och diverse andra föremål fått tjäna som lappar. Kalle öppnar en burk där det ligger en sista lapp för att laga däck med. Klistret på lappen gör dock att den fastnar på Kalle men till slut blir däcket ändå lagat. Kalle fortsätter med att försöka få in luft i däcket. Det visar sig att Kalles tidigare lagningar inte sluter tätt och luften åker snart ut igen.
När Kalle försöker att trycka in fälgen i däcket fastnar han och får återigen ett utbrott där han går lös på hjulet med våld. Detta resulterar i att Kalle fastnar, först med fälgen runt sig, sedan inne i själva däcket. Genom en slump åker hjulet med däck, fälg och navkapsel på bilen av sig självt, och Kalle kan nu fortsätta åka. Precis när han satt sig i bilen går det hål på alla däcken, men Kalle kör vidare ändå.

## Om filmen
Filmen hade svensk premiär den 11 december 1944 på Sture-Teatern i Stockholm och ingick i kortfilmsprogrammet Kalle Anka på turné, tillsammans med de andra kortfilmerna Jan Långben som uppfinnare, Pluto i Brasilien, Pojkarnas paradis (ej Disney), Figaro och Cleo, Kalle Anka som luftbevakare och Jan Långben ohoj.

## Rollista
- Clarence Nash – Kalle Anka[5]